# Abildgård Sogn
Das Abildgård Sogn ist eine Kirchspielgemeinde im Norden Dänemarks in der Frederikshavn Kommune, 7022 der 8651 Einwohner des Abildgård Sogn sind Mitglieder der Volkskirche Dänemarks (2021). Das entspricht etwa 81 % aller Einwohner.  Das Kirchspiel liegt im Aalborg Stift und der Frederikshavn Provsti.

## Gemeindegebiet
Im Gemeindegebiet befinden sich die Abildgård Kirke und die Fladstrand Kirke im nördlichen Stadtgebiet Frederikshavns.

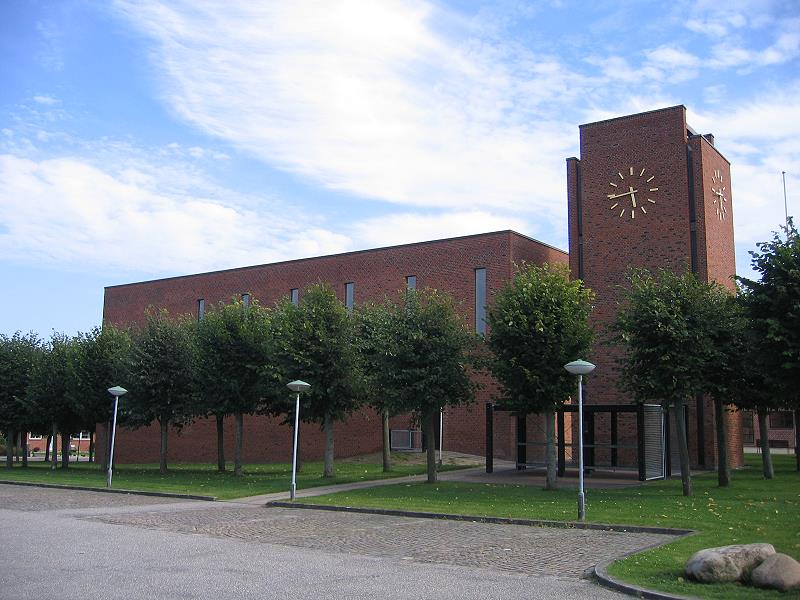
Abildgård Kirke
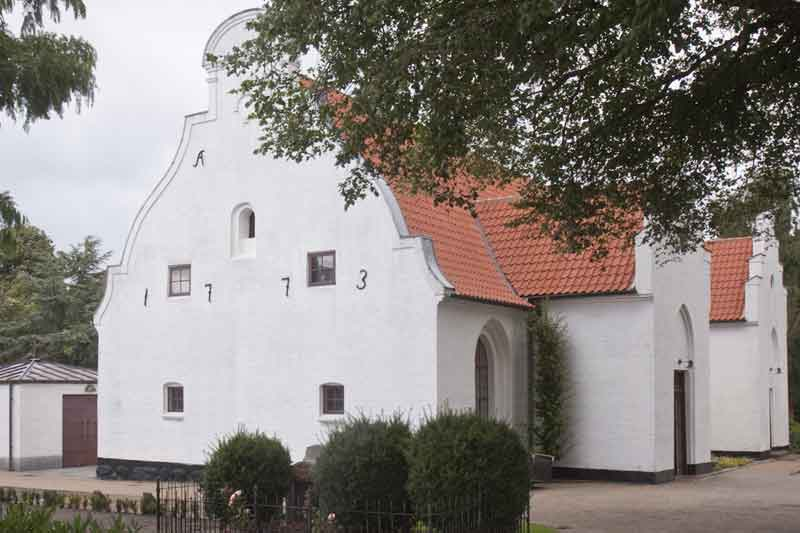
Fladstrand Kirke